# Station Cieśle
Station Cieśle is een spoorwegstation in de Poolse plaats Cieśle.